# Liste der Gymnasien in Hamburg
Die Liste der Gymnasien in Hamburg enthält alle staatlichen und nicht-staatlichen, allgemeinbildenden Gymnasien, die aktuell in Hamburg bestehen. Mit Stand des Schuljahrs 2024/25 sind das 66 staatliche und 11 nicht-staatliche Gymnasien. Diese Gymnasien führen Schülerinnen und Schüler in acht Schuljahren zur allgemeinen Hochschulreife (Abitur). Nicht verzeichnet sind in dieser Liste Abendgymnasien, Wirtschaftsgymnasien, Stadtteilschulen, gymnasiale Oberstufen von Stadtteilschulen, Studienkollegs und weitere Schulformen, die auf anderem Weg zum Abitur führen.

## Legende
Legende zu den Spalten beider Tabellen:
- Name: Name des Gymnasiums
- Seit: Jahr der Gründung in der Traditionsbildung der Schule. Wenn die Schule ihren Status als Gymnasium erst später erlangte, ist dies unter Anmerkungen zu vermerken
- Anz.: Anzahl der Schüler in Sekundarstufe I und II im Schuljahr 2022/23, gerundet auf Zehner[2]
- ⌀: Abiturdurchschnittsnoten im Prüfungsjahr (2013/14[3])
- Anmerkungen: Vorgängerschulen, etwaige Fachrichtung und wirkliche Besonderheiten des Gymnasiums. Bei nicht-staatlichen Schulen ist hier der Schulträger zu nennen
- Bezirk: Hamburger Bezirk, in dem sich das Gymnasium heute befindet.
- Stadtteil: Hamburger Stadtteil, in dem sich das Gymnasium heute befindet.
- Lage: Adresse, mit einem Klick auf den Link lässt sich die Lage des Gymnasiums auf Karten anzeigen.
- Bilder: Link auf Wikimedia Commons, soweit dort eine Kategorie vorhanden ist

## Staatliche Gymnasien
| Name                             | Seit | Anz.          | ⌀    | Anmerkungen | Bezirk     | Stadtteil          | Lage                           | Bilder  |
| -------------------------------- | ---- | ------------- | ---- | --- | ---------- | ------------------ | ------------------------------ | ------- |
| Albert-Schweitzer-Gymnasium      | 1954 | 1.040         | 2,13 | Musikprofil | Nord       | Ohlsdorf           | Struckholt 27                  | Commons |
| Albrecht-Thaer-Gymnasium         | 1873 | 870           | 2,45 | Als Höhere Bürgerschule gegründet, später Oberrealschule vor dem Holstentor, seit 1961 Gymnasium                                                                                    | Eimsbüttel | Stellingen         | Wegenkamp 3                    | Commons |
| Alexander-von-Humboldt-Gymnasium | 1956 | 780           | 2,42 | | Harburg    | Wilstorf           | Rönneburger Straße 50          | Commons |
| Carl-von-Ossietzky-Gymnasium     | 1968 | 940           | 2,31 | | Wandsbek   | Poppenbüttel       | Müssenredder 59                | Commons |
| Charlotte-Paulsen-Gymnasium      | 1945 | 920           | 2,10 | 1866 als private Mädchenschule gegründet, ab 1893 höhere Mädchenschule, 1937 verstaatlicht und 1945 mit dem Wandsbeker Oberlyzeum vereinigt                                         | Wandsbek   | Wandsbek           | Neumann-Reichardt-Straße 20    | Commons |
| Christianeum                     | 1738 | 1.010         | 2,10 | Ältestes Gymnasium Altonas, altsprachlich mit künstlerischem Schwerpunkt, historisch bedeutende Bibliothek                                                                          | Altona     | Othmarschen        | Otto-Ernst-Straße 34           | Commons |
| Deutsch-Französisches Gymnasium  | 1987 | 370           |      | Schulform Deutsch-Französisches Gymnasium, 2020 vom privaten zu staatlichen Träger überführt                                                                                        | Eimsbüttel | Lokstedt           | Hartsprung 23                  | Commons |
| Emilie-Wüstenfeld-Gymnasium      | 1897 | 1.030         | 2,40 | Als private Mädchenschule gegründet, 1912 als Lyzeum anerkannt und 1923 verstaatlicht.                                                                                              | Eimsbüttel | Eimsbüttel         | Bundesstraße 78                | Commons |
| Friedrich-Ebert-Gymnasium        | 1628 | 810           | 2,49 | | Harburg    | Heimfeld           | Alter Postweg 30–38            | Commons |
| Gelehrtenschule des Johanneums   | 1529 | 900           | 2,12 | Ältestes Gymnasium Hamburgs | Nord       | Winterhude         | Maria-Louisen-Straße 114       | Commons |
| Goethe-Gymnasium                 | 1969 | 760           | 2,60 | | Altona     | Lurup              | Rispenweg 28                   | Commons |
| Gymnasium Allee                  | 1876 | 1.090         | 2,50 | Ursprünglich Höhere Töchterschule, ab 1909 auch mit Oberstufe, seit 1972 koedukativ                                                                                                 | Altona     | Altona-Nord        | Max-Brauer-Allee 83–85         | Commons |
| Gymnasium Allermöhe              | 1995 | 620           | 2,38 | | Bergedorf  | Neuallermöhe       | Walter-Rothenburg-Weg 41       | Commons |
| Gymnasium Alstertal              | 1924 | 690           | 2,46 | gegründet als Oberrealschule im Alstertal | Nord       | Fuhlsbüttel        | Erdkampsweg 89                 | Commons |
| Gymnasium Altona                 | 1882 | 1.020         | 2,22 | Als Realschule gegründet, seit 1905 Oberrealschule | Altona     | Ottensen           | Hohenzollernring 57–61         | Commons |
| Gymnasium Blankenese             | 1892 | 890           | 2,33 | | Altona     | Blankenese         | Oesterleystrasse 27            | Commons |
| Gymnasium Bondenwald             | 1959 | 1.000         | 2,40 | 1931 gegründet als Oberschule Lokstedt | Eimsbüttel | Niendorf           | Bondenwald 14b                 | Commons |
| Gymnasium Bornbrook              | 1970 | 730           | 2,33 | | Bergedorf  | Lohbrügge          | Schulenburgring 4              | Commons |
| Gymnasium Buckhorn               | 1966 | 1.070         | 2,08 | | Wandsbek   | Volksdorf          | Im Regestall 25                | Commons |
| Gymnasium Corveystraße           | 1968 | 1.030         | 2,31 | | Eimsbüttel | Lokstedt           | Corveystraße 6                 | Commons |
| Gymnasium Dörpsweg               | 1971 | 790           | 2,27 | Gegründet als Gymnasium Eidelstedt, 1975 umbenannt | Eimsbüttel | Eidelstedt         | Dörpsweg 10                    | Commons |
| Gymnasium Eppendorf              | 1904 | 860           | 2,29 | „Hegeschule“, gegründet als Realschule, ab 1912 Ausbau zur Oberrealschule für Jungen                                                                                                | Nord       | Eppendorf          | Hegestraße 35                  | Commons |
| Gymnasium Farmsen                | 1956 | 680           | 2,54 | | Wandsbek   | Farmsen-Berne      | Swebenhöhe 50                  | Commons |
| Gymnasium Finkenwerder           | 1973 | 430           | 2,38 | | Mitte      | Finkenwerder       | Norderschulweg 18              | Commons |
| Gymnasium Grootmoor              | 1970 | 1.220         | 2,18 | | Wandsbek   | Bramfeld           | Am Damm 47                     | Commons |
| Gymnasium Heidberg               | 1970 | 850           | 2,43 | Sportprofil; „Partnerschule des Nachwuchsleistungssports“ und „Eliteschule des Fußballs“                                                                                            | Nord       | Langenhorn         | Fritz-Schumacher-Allee 200     | Commons |
| Gymnasium Hochrad                | 1902 | 1.080         | 2,15 | gegründet als Höhere Mädchenschule, später auch Städtisches Bertha-Lyzeum Altona-Großflottbek, ab 1938 Oberschule für Mädchen, ab 1957 (neusprachliches) Gymnasium für Mädchen      | Altona     | Othmarschen        | Hochrad 2                      | Commons |
| Gymnasium Hoheluft               | 2012 | 700           |      | | Eimsbüttel | Hoheluft-West      | Christian-Förster-Straße 19–21 | Commons |
| Gymnasium Hummelsbüttel          | 1972 | 720           | 2,41 | | Wandsbek   | Hummelsbüttel      | Hummelsbüttler Hauptstraße 107 | Commons |
| Gymnasium Im Eilbektal           | 2024 | 102 (2024/25) |      | Befindet sich im Aufbau. | Wandsbek   | Eilbek             |                                |         |
| Gymnasium Kaiser-Friedrich-Ufer  | 1892 | 1.000         | 2,46 | gegründet als Höhere Bürgerschule, ab 1895 Realschule für Jungen | Eimsbüttel | Eimsbüttel         | Kaiser-Friedrich-Ufer 6        | Commons |
| Gymnasium Langenhorn             | 2023 |               |      | gegründet am ehemaligen Standort der Schule Grellkamp | Nord       | Langenhorn         | Grellkamp 40                   |         |
| Gymnasium Lerchenfeld            | 1910 | 880           | 2,52 | gegründet als höhere Mädchenschule, ab 1913 Lyzeum; Bilingualer Unterricht (Spanisch)                                                                                               | Nord       | Uhlenhorst         | Lerchenfeld 10                 | Commons |
| Gymnasium Lohbrügge              | 1967 | 1.010         | 2,37 | | Bergedorf  | Lohbrügge          | Binnenfeldredder 5             | Commons |
| Gymnasium Marienthal             | 1972 | 890           | 2,53 | | Wandsbek   | Marienthal         | Holstenhofweg 86               | Commons |
| Gymnasium Meiendorf              | 1966 | 940           | 2,41 | | Wandsbek   | Rahlstedt          | Schierenberg 60                | Commons |
| Gymnasium Neugraben              | 2024 | 56 (2024/25)  |      | Befindet sich im Aufbau. |            | Schnelsen          |                                |         |
| Gymnasium Oberalster             | 1945 | 850           | 2,12 | | Wandsbek   | Sasel              | Alsterredder 26                | Commons |
| Gymnasium Ohlstedt               | 1970 | 700           | 2,25 | | Wandsbek   | Wohldorf-Ohlstedt  | Sthamerstraße 55               | Commons |
| Gymnasium Ohmoor                 | 1970 | 1.240         | 2,23 | | Eimsbüttel | Niendorf           | Sachsenweg 76                  | Commons |
| Gymnasium Oldenfelde             | 1970 | 830           | 2,46 | | Wandsbek   | Rahlstedt          | Birrenkovenallee 12            | Commons |
| Gymnasium Osterbek               | 1971 | 630           | 2,43 | | Wandsbek   | Bramfeld           | Turnierstieg 24                | Commons |
| Gymnasium Othmarschen            | 1967 | 930           | 2,21 | | Altona     | Othmarschen        | Walderseestraße 99             | Commons |
| Gymnasium Rahlstedt              | 1937 | 960           | 2,26 | gegründet 1929 als Oberrealschule im Aufbau, ab 1937 Oberschule für Jungen, ab 1957 Gymnasium                                                                                       | Wandsbek   | Rahlstedt          | Scharbeutzer Straße 36         | Commons |
| Gymnasium Rissen                 | 1969 | 640           | 2,40 | 1969 in Blankenese gegründet, 1971 Umzug nach Rissen (Voßhagen), dort seit 2011 auch die STS Rissen                                                                                 | Altona     | Rissen             | Voßhagen 15                    | Commons |
| Gymnasium Rotherbaum             | 2021 | 50            |      | Übergangsweise im Fröbelhaus in der Bundesstraße 41, während der vorher als Berufsschule genutzte Altbau renoviert wird                                                             | Eimsbüttel | Rotherbaum         | Bundesstraße 58                | Commons |
| Gymnasium Süderelbe              | 1990 | 1.030         | 2,26 | | Harburg    | Neugraben-Fischbek | Falkenbergsweg 5               | Commons |
| Hansa-Gymnasium Bergedorf        | 1883 | 790           | 2,33 | gegründet als Höhere Bürgerschule | Bergedorf  | Bergedorf          | Hermann-Distel-Straße 25       | Commons |
| Heilwig-Gymnasium                | 1881 | 790           | 2,44 | Ursprünglich evangelische Mädchenschule, ab 1908 Lyzeum, seit 1928 mit Realgymnasialzug, seit 1970 auch für Jungen                                                                  | Nord       | Alsterdorf         | Wilhelm-Metzger-Straße 4       | Commons |
| Heinrich-Heine-Gymnasium         | 1975 | 870           | 2,28 | | Wandsbek   | Poppenbüttel       | Harksheider Straße 70          | Commons |
| Heisenberg-Gymnasium             | 1984 | 880           | 2,43 | Zusammenschluss Gymnasium für Mädchen Harburg / Gymnasium Göhlbachtal | Harburg    | Eißendorf          | Triftstraße 43                 | Commons |
| Helene-Lange-Gymnasium           | 1910 | 980           | 1,92 | gegründet als höhere Mädchenschule, ab 1913 Lyzeum mit Studienanstalt, 1926 Oberrealschule, 1938 Oberschule für Mädchen; Bilingualer Unterricht (Englisch)                          | Eimsbüttel | Harvestehude       | Bogenstraße 32                 | Commons |
| Helmut-Schmidt-Gymnasium         | 1901 | 920           | 2,72 | gegründet als höhere Privatschule für Jungen und Mädchen, 1907 Realschule, 1924 Reformrealgymnasium und Oberrealschule, 1957 Gymnasium Wilhelmsburg (später Kirchdorf/Wilhelmsburg) | Mitte      | Wilhelmsburg       | Krieterstraße 5                | Commons |
| Immanuel-Kant-Gymnasium          | 1970 | 580           | 2,33 | Europaschule | Harburg    | Marmstorf          | Am Pavillon 15                 | Commons |
| Johannes-Brahms-Gymnasium        | 1969 | 650           | 2,43 | Gegründet als Gymnasium Bramfeld, 2007 umbenannt | Wandsbek   | Bramfeld           | Höhnkoppelort 24               | Commons |
| Klosterschule                    | 1872 | 900           | 2,31 | Ältestes Gymnasium für Mädchen in Hamburg, gegründet als höhere Mädchenschule mit Lehrerinnenseminar, ab 1923 verstaatlicht, seit 1957 Gymnasium, seit 1968 koedukativ              | Mitte      | St. Georg          | Westphalensweg 7               | Commons |
| Kurt-Körber-Gymnasium            | 1968 | 540           | 2,70 | Gebäude denkmalgeschützt, gegründet als Gymnasium Billstedt | Mitte      | Billstedt          | Pergamentweg 1                 | Commons |
| Lise-Meitner-Gymnasium           | 1970 | 870           | 2,53 | Ursprünglich Gymnasium Osdorf, 2007 nach Lise Meitner benannt. | Altona     | Osdorf             | Knabeweg 3                     | Commons |
| Louise-Weiss-Gymnasium           | 1986 | 590           | 2,75 | Europaschule, bis 2020 Gymnasium Hamm (Vorläufer: Kirchenpauer-Realgymnasium und Caspar-Voght-Oberrealschule für Mädchen)                                                           | Mitte      | Hamm               | Ebelingplatz 8                 | Commons |
| Luisen-Gymnasium Bergedorf       | 1888 | 950           | 2,24 | gegründet als private Mädchenschule, | Bergedorf  | Bergedorf          | Reinbeker Weg 76               | Commons |
| Margaretha-Rothe-Gymnasium       | 1909 | 810           | 2,48 | Privates Lyzeum Elise-Averdieck-Schule, 1939 verstaatlicht, 1987 Zusammenschluss mit Gymnasium Hartzloh                                                                             | Nord       | Barmbek-Nord       | Langenfort 5                   | Commons |
| Marion-Dönhoff-Gymnasium         | 1890 | 920           | 2,26 | gegründet als höhere Mädchenschule, 1914 Lyzeum, 1927 Oberlyzeum, 1959 bis 2009 Gymnasium Willhöden                                                                                 | Altona     | Blankenese         | Willhöden 74                   | Commons |
| Matthias-Claudius-Gymnasium      | 1872 | 970           | 2,37 | Altsprachlich, gegründet als Höhere Bürgerschule mit Gymnasialklassen, bis 1974 Jungengymnasium                                                                                     | Wandsbek   | Wandsbek           | Witthöfftstraße 8              | Commons |
| Walddörfer-Gymnasium             | 1930 | 1.190         | 2,19 | gegründet als Oberrealschule | Wandsbek   | Volksdorf          | Im Allhorn 45                  | Commons |
| Struensee-Gymnasium              | 2016 | 510           |      | Seit 2019 im Übergangsquartier in einer ehemaligen Berufsschule in der Wohlwillstraße (St. Pauli), bis der Neubau im Campus Königstraße fertig wird.                                | Altona     | Altona-Altstadt    | Wohlwillstraße 46              | Commons |
| Wilhelm-Gymnasium                | 1881 | 730           | 2,14 | Altsprachlich, Musikzweig | Eimsbüttel | Harvestehude       | Klosterstieg 17                | Commons |

## Nicht-staatliche Gymnasien
| Name                      | Seit | Anz. | ⌀    | Anmerkungen | Bezirk     | Stadtteil    | Lage                 | Bilder  |
| ------------------------- | ---- | ---- | ---- | --- | ---------- | ------------ | -------------------- | ------- |
| Alsterring-Gymnasium      | 2008 | 110  |      | Trägerverein Alsterbildungsring, überwiegend Schüler mit türkischem Migrationshintergrund                             | Nord       | Barmbek-Nord | Wittenkamp 15        | Commons |
| Jenisch-Gymnasium         | 1959 | 320  |      | Träger: Privatschulpädagogische Gesellschaft mbH. Seit 1996 staatlich zur eigenständigen Abschlussprüfung zugelassen. | Altona     | Osdorf       | Jenischstraße 48     | Commons |
| Moderne Schule Hamburg    | 2010 | 120  |      | gGmbH als Träger, trilingualer Unterricht auf Deutsch, Englisch und Chinesisch                                        | Nord       | Groß Borstel | Brödermannsweg 17    | Commons |
| Niels-Stensen-Gymnasium   | 2003 | 500  | 2,30 | Katholisch, soll 2025 geschlossen werden                                                                              | Harburg    | Harburg      | Hastedtstraße 30     | Commons |
| OKO Private School        | 2011 | 80   |      | Privater Trägerverein, Schule für „besonders begabte, anders begabte und hochbegabte Kinder“, „Talent-Schule“         | Nord       | Barmbek-Nord | Saarlandstraße 30    | Commons |
| Phorms-Gymnasium Hamburg  | 2011 | 100  |      | Kommerzieller Träger (Phorms Education)                                                                               | Mitte      | Hammerbrook  | Wendenstraße 35–43   | Commons |
| Privates Gymnasium Brecht | 1955 | 510  |      | Seit 2001 als privates Gymnasium staatlich anerkannt, Schwerpunkt Hochbegabtenförderung                               | Mitte      | St. Georg    | Norderstraße 163–165 | Commons |
| Sankt-Ansgar-Schule       | 1946 | 770  |      | Katholisch, war bis 1978 Jungenschule                                                                                 | Mitte      | Borgfelde    | Bürgerweide 33       | Commons |
| Sophie-Barat-Schule       | 1952 | 890  | 2,14 | Katholisch, war bis 1982 Mädchenschule                                                                                | Eimsbüttel | Rotherbaum   | Warburgstraße 39     | Commons |
| Wichern-Schule            | 1874 | 590  | 2,65 | Evangelisch, getragen von Stiftung des Rauhen Hauses                                                                  | Mitte      | Horn         | Horner Weg 164       | Commons |